# Reserva natural silvestre Patagonia
La reserva natural silvestre Patagonia es un área natural protegida ubicada en el departamento Lago Buenos Aires de la provincia de Santa Cruz en Argentina, adyacente al parque nacional Patagonia. Su superficie es de 38 787 ha 27 a 12,74 ca. Su declaración como reserva natural silvestre se debe a circunstancias particulares que impiden por el momento incorporarla al parque nacional Patagonia. La reserva natural silvestre está compuesta por cuatro predios que rodean al parque nacional y unifican el territorio protegido.

## Antecedentes
La categoría reserva natural silvestre bajo jurisdicción de la Administración de Parques Nacionales (APN) fue creada por decreto n.º 453/1994 de 24 de marzo de 1994 para preservar:

(...) aquellas áreas de extensión considerable que conserven inalterada o muy poco modificada la cualidad silvestre de su ambiente natural y cuya contribución a la conservación de la diversidad biológica sea particularmente significativa en virtud de contener representaciones válidas de uno o más ecosistemas, poblaciones animales o vegetales valiosas a dicho fin, a las cuales se les otorgue especial protección para preservar la mencionada condición.

Con la finalidad de ampliar la superficie del parque nacional Patagonia y unir los tres sectores que lo conforman, las entidades conservacionistas Fundación Flora y Fauna Argentina -relacionada con la estadounidense Conservation Land Trust (dirigida por Kristine Tompkins, viuda del estadounidense Douglas Tompkins)- y el Fideicomiso Parque Patagonia adquirieron las propiedades denominadas Veranada de Estancia Laurak Bat, Establecimiento Ganadero La Tapera y Establecimiento Ganadero El Sauce, y las ofrecieron en donación con cargo a la Administración de Parques Nacionales. Esta administración aceptó la donación por resolución n.º 298/2018 de 14 de junio de 2018, lo mismo que la Agencia de Administración de Bienes del Estado por resolución n.º 174/2018 de 26 de junio de 2018, asignándolos a la APN. Ambas reparticiones públicas formalizaron la donación por escrituras públicas el 3 de julio de 2018.

## Creación de la reserva natural silvestre
El 2 de mayo de 2016 el presidente Mauricio Macri dictó el decreto n.º 838/2018 expresando:

ARTÍCULO 1°.- Créase la Reserva Natural Silvestre Patagonia, situada en la Provincia de SANTA CRUZ, compuesta por: la VERANADA de ESTANCIA LAURAK BAT, parcela nomenclatura catastral 19-0000-4117, de NUEVE MIL DOSCIENTAS SETENTA Y OCHO hectáreas, CATORCE áreas, VEINTISIETE CON SETENTA Y CUATRO centiáreas (9.278 has., 14 as., 27,74 cas.) de superficie, (...) el ESTABLECIMIENTO GANADERO “LA TAPERA”, compuesto de TRES (3) inmuebles, parcela nomenclatura catastral 30-0000-4537, de CINCO MIL SEISCIENTAS TRECE hectáreas, SEIS áreas, SESENTA centiáreas (5.613 has., 6 as., 60 cas.) de superficie, (...) la parcela nomenclatura catastral 30-0000-3830, de TRES MIL SEISCIENTAS DOCE hectáreas, CUARENTA Y CINCO áreas, SEIS centiáreas (3.612 has., 45 as., 6 cas.) de superficie, (...) y la parcela nomenclatura catastral 19-0000-3729 de SIETE MIL CUATROCIENTAS SESENTA Y CINCO hectáreas, NOVENTA Y CINCO áreas, CINCUENTA Y SEIS centiáreas (7.465 has., 95 as., 56 cas.) de superficie, (...) y el ESTABLECIMIENTO GANADERO “EL SAUCE”, parcela nomenclatura catastral 19-0000-1332, de DOCE MIL OCHOCIENTAS DIECISIETE hectáreas, SESENTA Y CINCO áreas, SESENTA Y TRES centiáreas (12.817 has., 65 as., 63 cas.) de superficie, (...)

Por el artículo 2 se encomendó a la Administración de Parques Nacionales la custodia y el manejo ambiental de la reserva. La administración es realizada por la intendencia del parque nacional Patagonia cuya sede se encuentra en la localidad de Los Antiguos.

## Controversias
La Fundación Flora y Fauna Argentina adquirió 85 000 ha de las 500 000 ha que se propuso adquirir para ampliar el parque nacional Patagonia y lograr un corredor de protección comunicado con áreas protegidas que se están estableciendo en Chile (el parque nacional Patagonia (Chile)). El proceso de compra de las propiedades generó malestar entre algunos propietarios, amplificado por dirigentes políticos locales, que temen no poder retener sus propiedades debido al poder de negociación de las entidades conservacionistas financiadas por capitales extranjeros, perdiéndose así tierras de cultivo y posibles negocios mineros.
Las reservas naturales silvestres independientes son áreas protegidas de propiedad del Gobierno nacional, que este establece por decreto en circunstancias especiales en las cuales la provincia en la que se encuentra retiene la total jurisdicción, pues no la ha delegado por ley propia y el área protegida no ha sido creada por ley del Congreso Nacional como requiere la ley n.º 22351 que rige el Sistema Nacional de Áreas Protegidas. Por estos motivos estos previos están sujetos a posibles juicios de expropiaciones por las provincias. Debido a que la declaración de la reserva natural no prevé el consentimiento de las autoridades provinciales, en octubre de 2018 la Fiscalía de Estado de la provincia de Santa Cruz presentó un pedido de amparo judicial buscando la nulidad e inconstitucionalidad del decreto de creación de la reserva, mientras que la Legislatura provincial declaró la emergencia en materia de posesión de tierras rurales impidiendo la creación de nuevas áreas protegidas por el plazo de seis meses.